# Damian Salas
Damian Salas (1975) è un giocatore di poker argentino, campione del mondo nel 2020.

## Carriera
Avvocato, alle WSOP 2020 ha vinto il Main Event, aggiudicandosi la cifra di 1.550.969 di dollari. Nell'heads-up finale le sue carte K♦ J♠ hanno avuto la meglio su A♦ Q♠ dello statunitense Joseph Hebert. Sul tavolo sono uscite in sequenza: 5♣ K♠ 8♠ 5♦ K♣.